# Neon Genesis Evangelion
Denne artikel handler om animeen. Se Neon Genesis Evangelion (manga) for mangaen.
Neon Genesis Evangelion (新世紀エヴァンゲリオン Shin Seiki Evangerion) er en japansk animeserie der første gang blev vist på TV Tokyo fra den 4. oktober 1995. Serien kørte over 26 afsnit og sluttede den 27. marts 1996. Den er skrevet og instrueret af Hideaki Anno og produceret af Gainax.
Udover tv serien er filmene End of Evangelion, Evangelion: Death and Rebirth udkommet.
Der er også udkommet en manga af samme navn baseret på anime'en. Mangaen er tegnet af tv-seriens karakter-designer Yoshiyuki Sadamoto.
I 2003 udtalte den Amerikanske Distributør ADV Films at de havde planlagt en live action film baseret på serien. Projektet dog er kommet aldrig videre end koncept-stadiet, og visse efterfølgende hændelser, navnlig at ADV Films gik i betalingsstandsning i 2009 og efterfølgende sagsøgte Gainax over adaptions-rettighederne i 2011, betyder at mulighederne for at et færdigt produkt skulle se dagens lys er stærkt begrænsede.
Den 9. september 2006 bekræftede Gainax at 4 nye film, kaldet Rebuild of Evangelion, var under produktion. De kom ud i hhv. 2007, 2009, 2012 og 2021.

## Plot
Tv-serien foregår i 2015 i en futuristisk by ved navn Tokyo-3. Jorden har været igennem det apokalyptiske "Second Impact" der officielt er navnet for den hændelse der fandt sted da en stor meteor ramte antarktis i år 2000. Som følge af katastrofen smeltede polerne og satte mange storbyer under vand, hvilket førte til massiv politisk uro og humanitære katastrofer, hvilket igen førte til store krige over de tilbageværende ressourcer, og nogle af disse udviklede sig endda til atomkrige. Da en global fredsslutning endelig blev underskrevet et par år senere, havde halvdelen af hele jordens befolkning mistet livet. Nu står den overlevende menneskehed dog overfor en ny trussel, de såkaldte "Engle", en gruppe mystiske, destruktive kæmpevæsner af ukendt oprindelse, der er immune overfor konventionelle våben. Menneskehedens sidste håb er en hemmelig organisation under FN kaldet "NERV", som besidder det eneste våben der kan besejre en Engel: En kæmpestor cybernetisk organisme kaldet Evangelion.
Serien's hovedperson, den 14-årige Shinji Ikari, befinder sig med ét i midten af dette, da hans far, Gendo Ikari, NERVs leder, kalder ham til NERVs hovedkvarter i Tokyo-3, efter at have overladt Shinji til en værge da hans mor, Yui Ikari, døde pludseligt under mystiske omstændigheder 10 år tidligere. Kort efter hans ankomst beder Gendo Shinji om at blive en Evangelion pilot, og kæmpe imod Englene. Shinji tager modvilligt imod denne post; mere motiveret af skyld og pligtfølelse, end af egenlig lyst, da han bliver informeret om, at i tilfælde af at en Engel skulle sejre, vil det føre til "Third Impact" og dermed en ende på menneskeheden. Igennem hans stilling som pilot, møder Shinji major Misato Katsuragi, NERVs ledende strateg, som hurtigt fatter sympati for Shinji og melder sig som hans nye værge, samt hans jævnaldrende medpiloter, den stille og dybt mystiske Rei Ayanami og den udadvendte og energiske Asuka Langley Soryu.
Samtidig, uden Shinji og hans medpiloters viden, udspiller et større komplot i baggrunden, som involverer Gendo og NERVs hemmelige og magtfulde støtteorganisation, SEELE, der arbejder imod at opnå et mystisk dommedagsscenarie efter deres eget design.

## Personer
Persongalleriet i Neon Genesis Evangelion er i konstant konflikt med deres forhold til menneskene omkring dem, deres indre dæmoner og traumatiske oplevelser fra deres fortid.
Hideaki Anno har beskrevet helten Shinji Ikari som "en dreng der holder sig fra menneskelig kontakt" og som "har overbevist sig selv om at han er en komplet unødvendig personen i så stor en grad at han ikke kan begå selvmord." Han beskriver Shinji og Misato Katsuragi som "utroligt bange for at blive såret" og "ikke passene på det folk opfatter som helte i et eventyr." De to andre hovedpersoner Rei Ayanami og Asuka Langley Soryu har ligene problemer hvad angår deres kontakt til andre mennesker.

## Inspiration og Symbolik
Evangelion indholder mange referencer til biologiske, militære, religiøse og psykologiske koncepter. Selvom de biologiske og religiøse afviger fra hvordan den nutidige Kristendom og biologi vil bruge dem, Annos brug af Sigmund Freuds ideer er dog temmelig præcis.
Serien udviser en stærk indflydelse fra Arthur C. Clarke's novelle Ud af Barndommen, en indflydelse Anno har bekræftet.